# Aaron Zeitlin

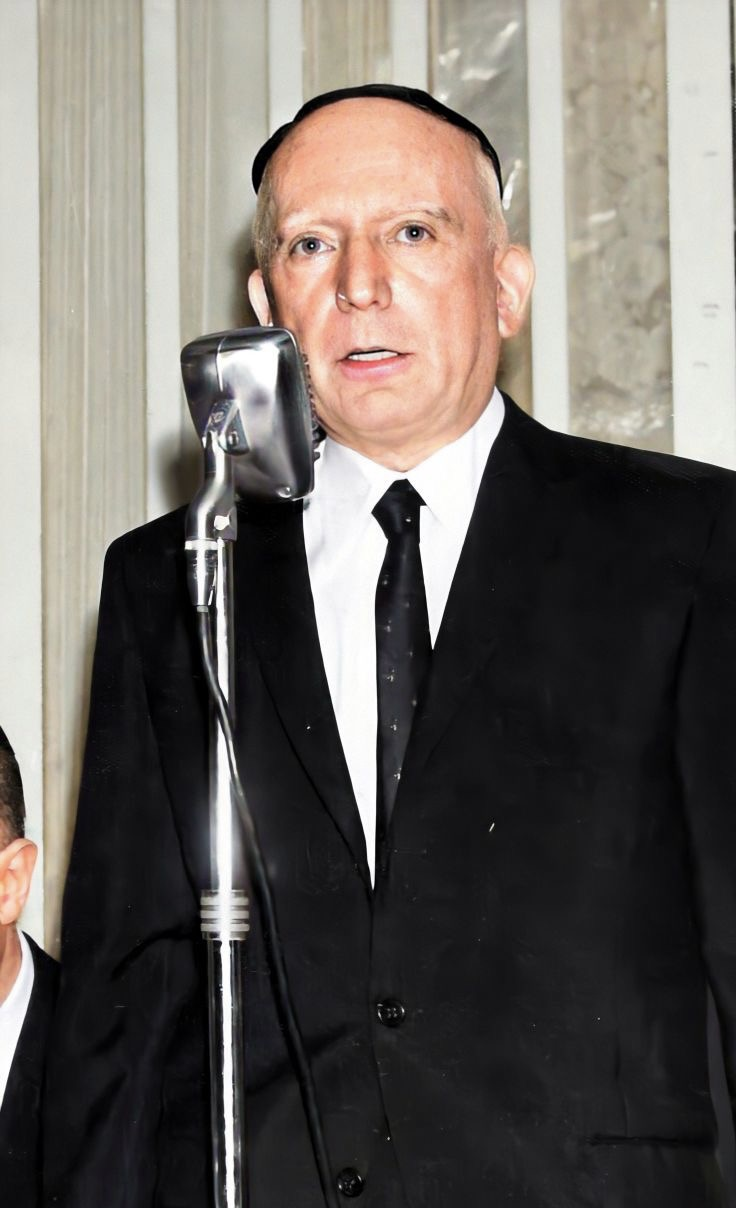
Aaron Zeitlin

Aaron Zeitlin (geboren 22. Mai 1898 in Uwarowicze, Russisches Kaiserreich; gestorben 28. September 1973 in New York City) war ein polnisch-US-amerikanischer Schriftsteller jiddischer Sprache.

## Leben
Aaron Zeitlin war ein Sohn des Schriftstellers Hillel Zeitlin und der Esther Kunin, ein Bruder war der Schriftsteller Elchanan Zeitlin (1902–1941). Aaron Zeitlin wuchs in Gomel und in Wilna auf. Zeitlin schrieb bereits als Jugendlicher für die in Odessa herausgegebenen Kinderzeitungen Perachim (dt. Blumen) und Hashachar (dt. Morgenröte). 1914 veröffentlichte er die Erzählung Metatron in der Zeitung Di yidishe velt (dt. Die jüdische Welt). 1920/21 hielten er und sein Bruder Elchanan sich in Palästina auf.
Zeitlin schrieb eine Vielzahl von Beiträgen in der jiddischen und hebräischen Presse Osteuropas und schrieb über jiddische Literatur, Dichtung und über Parapsychologie. Er leitete von 1930 bis 1934 den Jiddischen P.E.N.-Club in Warschau. Mit Unterstützung seines Freundes Isaac Bashevis Singer gab er zwischen 1932 und 1934 das jiddische literarische Monatsmagazin Globus heraus. Sein Theaterstück Chelmer Chachomim (dt. wörtlich „die Weisen von Chelm“, gemeint: die Schildbürger oder Narren von Chelm) wurde mit großem Erfolg in New York City aufgeführt und Zeitlin erhielt im März 1939 vom jiddischen Schauspieler und Theaterleiter Maurice Schwartz eine Einladung nach New York. Er entkam damit der deutschen Judenverfolgung, der sein Vater und sein Bruder zum Opfer fielen. Zeitlin arbeitete in den USA für das Theater und lehrte hebräische Literatur am Jewish Theological Seminary of America in New York.
Zeitlin ist der Schöpfer des weltberühmten Liedes Donna Donna mit der Musik von Sholom Secunda. Zeitlin erhielt 1969 zusammen mit Abraham Sutzkever den erstmals vergebenen Itzik Manger-Preis.

## Werke (Auswahl)
- Metatron: apokaliptishe poeme. 1922
- Der kult fun gornisht un di kunst vi darf zayn. 1926
- Brener: dramatishe dihtung in 3 aktn, 10 bilder. 1929
- Yaakov Frank: drame in zeks bilder. 1929
- Brenendike erd: roman. 1937
- Ben ha-esh veha-yesha‘. 1957
- Lider fun khurbn un lider fun gloybn. 1967
- Ha-meziut ha-aheret. Tel Aviv: Yavneh, 1967
- Parapsychologia murchevet. Tel Aviv: Yavneh, 1973
- Liṭerarishe un filosofishe eseyen. New York : Alṿelṭlekhn Yidishn ḳulṭur-ḳongres, 1980
- Poems of the Holocaust and Poems of Faith. Hrsg. und übersetzt Morris Faierstein. 2007